# Politique à Maurice
L'organisation des institutions politiques de la république de Maurice, plus simplement appelée politique à Maurice, est basée sur un système parlementaire démocratique, dans lequel le président de la République est le chef de l'État et le Premier ministre est le chef du gouvernement. Le pouvoir exécutif est exercé par le gouvernement. Le pouvoir législatif est partagé par le gouvernement et l'Assemblée nationale.
La coalition travailliste remporte les élections législatives du 5 mai 2010,.
Elle était conduite par le Premier ministre sortant, Navin Ramgoolam – chef du gouvernement entre 1995 et 2000 puis à nouveau de 2005 à 2014.
Anerood Jugnauth devient Premier Ministre en décembre 2014. Il démissionne le 23 janvier 2017 et son fils Pravind Jugnauth lui succède alors à ce poste. Ce dernier remporte le 7 novembre 2019 la majorité aux élections législatives, ce qui lui permet de rester premier ministre pour cinq années de plus.

## Controverse Politique

### [2024] Censure des réseaux sociaux et scandal d'écoutes téléphoniques[3]
Au 1er Novembre 2024, à la veille des élections générales et legislatives du 10 Novembre 2024, l'autorité régulatrice ICTA (Information & Communication Technology Authority) ordonne aux opérateurs des telecommunications de bloquer les accès aux réseaux sociaux, notamment Facebook, YouTube et TikTok, pour des raisons de sécurité nationale. Pour plusieurs Mauriciens, cette censure serait liée aux 'publications illégales' de 'Missie Moustass', un lanceur d'alertes, qui a rendu publiques des écoutes téléphoniques des personnalités haut placées du pays, révélant ainsi des conversations complotistes.

## Gouvernement actuel
Le premier ministre Navin Ramgoolam forme le 11 Novembre 2024 un nouveau gouvernement en coalition avec Paul Raymond Berenger

## Personnalités politiques
- Vasant Bunwaree
- Leela Devi Dookun-Lutchoomun
- Satish Faugoo
- Abu Kasenally
- Tassarajen Pillay Chellumbrum
- Yogida Sawmynaden
- Margot Orlandi
- Navin Ramgoolam

### Discographie
- (fr) Mémoires et enjeux politiques du passé colonial à l'île Maurice (auteur : Julie Peghini ; prise de son, montage, réalisation : Patrick Nurbel), ARCC, Paris, 2008, 1 CD, 61 min (enregistrement réalisé par l'Association réunionnaise communication et culture, le 22 février 2008 au Centre d'étude de l'Inde et de l'Asie du Sud, équipe océan Indien, à Paris ; communication réalisée à partir du travail commun de Catherine Boudet et Julie Peghini dans Transcontinentales, sociétés, idéologies, système mondial, 1er semestre 2008, no 6, p. 13-36)